# 2009 ST19
2009 ST19 és un asteroide Apol·lo d'un quilòmetre de diàmetre descobert per l'astrònom català Josep Maria Bosch, professor del Camp d'Aprenentatge Montsec del Centre d'Observació de l'Univers d'Àger (Lleida), el 16 de setembre de 2009. A causa de la seva òrbita, el cos rocós ha estat qualificat per la NASA com a potencialment perillós en passar molt prop de la Terra. El 2009 ST19, que no estava fitxat a la base de dades del Minor Planet Center, va ser descobert quan passava a uns 600.000 quilòmetres de la Terra, convertint-se en l'asteroide més gran que s'ha acostat al planeta.